# Senseo
Senseo é uma marca de cafeteira elétrica que utiliza cápsulas de café. A cafeteira elétrica foi desenvolvida pelas empresas holandesas Philips e Douwe Egberts (na época uma subsidiária da Sara Lee). Foi introduzida inicialmente no mercado interno holandês em 2001.

## História
Senseo foi projetado durante um período de cinco anos, de 1996 a 2001 pela empresa WAAC's em Roterdã, que foi contratada pela Douwe Egberts (DE) para desenhar o produto. No ano 2000, a WAAC's desenvolveu um protótipo funcional. No ano seguinte, Douwe Egberts estabeleceu uma joint venture com a Philips, sendo a DE responsável pelo café e a Philips pela produção da cafeteira elétrica. Em fevereiro de 2001, o Senseo foi introduzido pela primeira vez nos Países Baixos. Em 11 de julho do mesmo ano, o seu sistema de sachês foi protegido por patentes concedidas pelo Instituto Europeu de Patentes. A partir de 2002, a máquina de café foi introduzida em outros países.

## Funcionamento
A principal peculiaridade do sistema de preparação de café Senseo é a característica camada de espuma que cobre o café. A camada de espuma é formada pela maneira como o café é conduzido sob pressão através do porta-sachê, misturando ar, vapor e café para produzir espuma.
A porta-sachê removível também possibilitou produzir porta-sachês específicos que substituíram o original, permitindo obter café expresso, chocolate quente ou chá com a mesma máquina. O modelo Senseo Latte Select, introduzido em 2008, também permite, graças ao especial reservatório de leite, obter cappuccino, latte macchiato e café latte.

#### Modelos
| Designação                                    | Basic           | Original        | New Generation /Viva Cafe | Latte Select     | Quadrante       | Twist           | Latte Duo       | Up            | ECO             |  |
| --------------------------------------------- | --------------- | --------------- | ------------------------- | ---------------- | --------------- | --------------- | --------------- | ------------- | --------------- |  |
| Geração                                       | 1               | 2               | nova                      | –                | –               | –               |                 |               |                 |  |
| Modelos                                       | HD7800–HD7801   | HD7803–HD7818   | HD7820–HD7842             | HD7850–HD7854    | HD7860–HD7864   | HD7870–HD7874   | HD7855–HD7857   | HD7880–HD7884 | HD7806          |  |
|                                               |                 |                 |                           |                  |                 |                 |                 |               |                 |  |
| Lançamento                                    | 2001            | 2002            | 2006                      | 2008             | 2009            | 2012            | 2013            | 2014          |                 |  |
| Potência [W]                                  | 1650            | 1450            | 1450                      | 1450 (+1200)     | 1450            | 1450            | 2650            | 1450          | 1450            |  |
| Consumo em standby [W]                        |                 | 0,25            |                           | <1               | <1              | 0,22            |                 |               |                 |  |
| Capacidade do tanque [l] (tanque alternativo) |                 | 0,7 (1,5)       | 1,2                       | 1,2 (Leite 0,12) | 1,2 (não)       | 1               |                 | 0,7           | 0,7             |  |
| Indicador                                     | LED             | LED             | LED (Opção: LCD)          | LED              | LED             | LED             | LED             |               |                 |  |
| Porta capsulas alternativo                    | não             | Espresso        | Espresso                  | Espresso         | Espresso        | Espresso        |                 |               |                 |  |
| Filtro de água possível                       | não             | não             | não                       | não              | não             | sim             |                 |               | não             |  |
| Batedor de leite                              | não             | não             | não                       | sim              | não             | sim             | sim             | não           | não             |  |
| Dimensões LxAxP [mm]                          | 215 × 320 × 305 | 210 × 380 × 310 | 190 × 340 × 300           | 205 × 350 × 350  | 180 × 285 × 250 | 250 × 320 × 310 | 220 × 280 × 290 |               | 330 x 315 x 213 |  |

## Patrocinação
Desde do ano de 2012, a marca Senseo é parceira do evento ciclístico Tour de France.